# Alfons Boone
Alphonsus (Alfons) Boone (Turnhout, 30 juni 1923 - aldaar, 24 januari 2017) was een Belgische notaris, advocaat en politicus voor CVP.

## Levensloop
Hij werd na de gemeenteraadsverkiezingen van 1970 aangesteld als burgemeester van de stad Turnhout, hieraan voorafgaand was hij 18 jaar lid van de gemeenteraad aldaar (sinds 5 januari 1953). Hij volgde als burgemeester Henri Bauweraerts op, zelf werd hij in deze hoedanigheid opgevolgd door Richard Proost. Na de gemeenteraadsverkiezingen van 10 oktober 1982 verliet hij de gemeenteraad.
Tijdens zijn bewind werd de E34 geopend, alsook cultuurhuis De Warande en de stedelijke sporthal. Tevens vond onder zijn bestuur de bouw van de Stedelijke Handelsschool en jeugdhuis Wollewei plaats. Ten slotte vond ook de verbroedering met de Duitse stad Hammelburg plaats onder zijn aanvoeren.
Hij ontving het ereteken van ridder in de Leopoldorde. Zijn uitvaartplechtigheid vond plaats op 31 januari 2017 in de Helig Hartkerk te Turnhout. Hij kreeg een laatste rustplaats op de Stedelijke begraafplaats.